# آن بيرغر
آن بيرغر (بالفرنسية: Anne Berger )‏ (و. 1928 – م) هي ممثلة، من فرنسا، ولدت في الجزائر.

## وصلات خارجية
- آن بيرغر على موقع IMDb (الإنجليزية)
- آن بيرغر على موقع ألو سيني (الفرنسية)
- آن بيرغر على موقع أول موفي (الإنجليزية)
- آن بيرغر على موقع قاعدة بيانات الفيلم (الإنجليزية)
- آن بيرغر على موقع كينوبويسك (الروسية)